# Fotballklubben Haugesund 2006
Questa voce raccoglie le informazioni riguardanti il Fotballklubben Haugesund nelle competizioni ufficiali della stagione 2006.

## Rosa
| N. |                       | Ruolo | Calciatore             |
| -- | --------------------- | ----- | ---------------------- |
| 1  | Norvegia (bandiera)   | P     | Per Morten Kristiansen |
| 2  | Norvegia (bandiera)   | C     | Jostein Grindhaug      |
| 3  | Norvegia (bandiera)   | C     | Tor Erik Moen          |
| 3  | Norvegia (bandiera)   | D     | Ivar Arnljot Sandvik   |
| 4  | Canada (bandiera)     | C     | Chris Poźniak          |
| 5  | Norvegia (bandiera)   | D     | Arild Andersen         |
| 6  | Norvegia (bandiera)   | C     | Morten Hæstad          |
| 7  | Capo Verde (bandiera) | C     | Paulo dos Santos       |
| 8  | Norvegia (bandiera)   | D     | Eirik Horneland        |
| 9  | Norvegia (bandiera)   | A     | Espen Skogland         |
| 10 | Norvegia (bandiera)   | A     | Rune Wiken             |
| 11 | Norvegia (bandiera)   | C     | Tor Arne Andreassen    |
| 12 | Norvegia (bandiera)   | P     | Steinar Eikje          |
| 13 | Norvegia (bandiera)   | C     | Vegard Øverlie         |
| 13 | Norvegia (bandiera)   | A     | Morten Moldskred       |
| 14 | Norvegia (bandiera)   | A     | Stian Johnsen          |

| N. |                     | Ruolo | Calciatore              |
| -- | ------------------- | ----- | ----------------------- |
| 15 | Norvegia (bandiera) | D     | Jan Fabiano Kristiansen |
| 16 | Norvegia (bandiera) | A     | Christian Sæther Moen   |
| 17 | Norvegia (bandiera) | D     | Simon Koch              |
| 18 | Norvegia (bandiera) | C     | Jonas Johansen          |
| 18 | Svezia (bandiera)   | C     | Samuel Mokédé           |
| 19 | Scozia (bandiera)   | C     | Kevin Nicol             |
| 19 | Canada (bandiera)   | C     | Nikola Budalić          |
| 20 | Canada (bandiera)   | D     | Milan Kojić             |
| 21 | Svezia (bandiera)   | A     | Patrik Fredholm         |
| 22 | Norvegia (bandiera) | A     | Sten Ove Eike           |
| 23 | Norvegia (bandiera) | C     | Jørn Rikard Hansen      |
| 24 | Polonia (bandiera)  | A     | Rafał Berliński         |
| 25 | Polonia (bandiera)  | A     | Robert Górski           |
| 25 | Norvegia (bandiera) | A     | Ivan Lauritsen          |
| 26 | Norvegia (bandiera) | C     | Håvard Nordtveit        |
| 29 | Francia (bandiera)  | A     | Mickaël Antoine-Curier  |